# Stegana dentifera
Stegana dentifera is een vliegensoort uit de familie van de fruitvliegen (Drosophilidae). De wetenschappelijke naam van de soort is voor het eerst geldig gepubliceerd in 1982 door Lastovka and Maca.